# 磯田正則
磯田 正則（いそだ まさのり、1899年（明治32年）1月15日 - 1983年（昭和58年）1月18日）は、日本の政治家。衆議院議員、埼玉県秩父郡大滝村長。

## 経歴
埼玉県秩父郡大滝村（現:秩父市）で生まれる。秩父郡立農林学校を中退した。
1929年、大滝村会議員に就任。1934年、大滝村長となり、その後、埼玉県会議員を兼務した。戦時中は、大政翼賛会埼玉支部参与、同秩父郡支部理事、同大滝村支部長に就任したが、大政翼賛会の官権主義に反発して全ての役職の辞任を申し出て物議を醸した。
戦後、1946年4月、第22回衆議院議員総選挙で埼玉県選挙区から出馬して当選し、その後、国民協同党に所属して衆議院議員を一期務めた。1947年に公職追放となる。
追放解除後、1956年、再び大滝村長に就任。その他、秩父郡町村会会長、埼玉県町村会理事、日本身体障害者団体連合会長、全国河川総合開発期成同盟会理事、国立公園協会理事、秩父宮会副会長、国民年金協会理事、埼玉県治水砂防協会副会長、同身体障害者団体連合会長、同遺族会理事、同観光連盟常任理事、奥秩父観光協会長などを務めた。1962年の第6回参議院議員通常選挙に全国区から自由民主党公認で立候補したが落選した。

## 伝記
- 猪俣敬太郎『埼玉の奇傑磯田正則斗争史』磯田正則後援会、1952年。